# イザヤ・ベンダサン
イザヤ・ベンダサン （Isaiah Ben-Dasan、公称1918年生まれ） は、山本七平の筆名。『日本人とユダヤ人』の著者として一躍有名になり、その後しばらくの間は、ベンダサン名義の書籍も続けて多数発行された。
神戸市中央区山本通で生まれたユダヤ人という設定。同書が大宅壮一ノンフィクション賞を受賞し単行本・文庫本の合計で300万部を超える大ベストセラーになったため、その正体をめぐってメディアで話題になった。

## 正体
現在では、ベンダサンの正体は、『日本人とユダヤ人』の出版元であった山本書店の店主でベンダサン名義の作品の日本語訳者と称してきた山本七平であることは間違いがないとされる。山本と親しい渡部昇一との雑誌対談で山本自身が渡部の質問に答えそれを認めている。筆名の由来は「いざや、便出さん」ではないかという推測が根強いが、実際のところは定かではない。
山本七平『日本資本主義の精神』（1979年、光文社）に掲載されている牛尾治朗の推薦文の中に、「いつだったか、週刊誌などで、イザヤ・ベンダサンは山本さんのペンネームにちがいない、と騒がれたことがあったが、山本さんに聞くと、あれはヘブライ語で、‘地に潜みし者で、誰もさがしだせない者’という意味です、と例のおだやかな微笑みを浮かべられた」という文が見られる。

### 候補
山本書店版『日本人とユダヤ人』の初版本にも顔写真がなかったことから、何名もの人物が正体の候補として挙げられ、本を出版した山本書店の店主で「訳者」だとされていた山本七平と、米国人のジョセフ・ローラ、ユダヤ人のミーシャ・ホーレンスキーの共同ペンネームであったとされたこともあった。
しかし、同書の内容はユダヤ人やその文化に精通している者が関わったとは考えられないものであり、現在では、事実上山本の著作であるとされることが多い。
ハロルド・R・アイザクスによる批判（浅見定雄、『にせユダヤ人と日本人』、朝日文庫、p.144）
- もしも「イザヤ・ベンダサン」氏が実際にユダヤ人だとするならば、それなら彼は、同世代の仲間のユダヤ人との接触から驚くほど遮断されて来たユダヤ人である。彼がユダヤ人について書く書き方は、どんな種類であれ生きた本物のユダヤ人について、ほとんど完全に無知である。
- 「ベンダサン」氏がもっと現代に近いユダヤ人の経験にふれる場合には、そのユダヤ人は時に突如現実味の欠けた感じでわれわれを立ち往生させてしまう。たとえばナチのユダヤ人虐殺に関する言及は、奇妙にも動物および動物の屠殺に関する章の中で行なわれており、しかもユダヤ人が書いたとは想像もしがたい不快な文章の中でなされている。

B・J・シュラクターによる批判（浅見定雄、『にせユダヤ人と日本人』、朝日文庫、p.149）
- 著者の近視眼的な学者ぶったやり方は、彼が真正の日本人にちがいないことを示している。彼が変装に成功したのは、日本の大衆がユダヤ人と限られた接触しか持っていないためである。
- 原著にあった現代ユダヤ人に関するいくつかの言及のうち大部分は、事実の点でまちがっており、そのため翻訳版の方からは説明もなしに削除された。それらは明らかに、イザヤ・ベンダサンがー彼がだれであるにせよーユダヤ人なのだという悪ふざけを続けるために省かれたのである。

2004年5月発行の角川oneテーマ21版『日本人とユダヤ人』は山本の単独名義で刊行され、解説にも「イザヤは山本のペンネーム」という旨が明記されている。

### 山本七平の発言
当初『日本人とユダヤ人』の著者ではないかと言われることについて、山本は「私は著作権を持っていないので、著作権法に基づく著者の概念においては著者ではない」と述べる一方で、「私は『日本人とユダヤ人』において、エディターであることも、ある意味においてコンポーザーであることも否定したことはない。」とも述べている。
後に、1987年のPHP研究所主催の研究会では以下のように説明している
- 山本書店を始めた頃に帝国ホテルのロビーを原稿の校正作業にしばしば使用していたら、フランク・ロイド・ライトのマニアということがきっかけでジョン･ジョセフ･ローラーとその友人ミンシャ・ホーレンスキーと親しくなった。
- キリスト教が日本に普及しないのはなぜかという問題意識のもと3人でいろいろ資料を持ち寄って話し合っているうちにまとまった内容を本にしたのが『日本人とユダヤ人』である。
- ベンダサン名での著作についてはローラーの離日後はホーレンスキーと山本の合作である。
- ローラーは在日米軍の海外大学教育のため来日していたアメリカのメリーランド大学の教授で、1972年の大宅壮一ノンフィクション賞授賞式にはベンダサンの代理として出席した。
- ホーレンスキーは特許関係の仕事をしているウィーン生まれのユダヤ人、妻は日本人。

また、「『日本人とユダヤ人』は知り合いのユダヤ人からヒントをもらって自分が書いた」と山本から直接聞いたという証言 もある。

## 論争
本多勝一と、いわゆる百人斬り論争を行った。この論争で、山本はイザヤ・ベンダサンの名義のまま、山本七平の持論である「日本刀は2〜3人斬ると使い物にならなくなる」をメインの根拠にして本多を批判した。この論理は論争の後に一般に広がるものの、この理論をユダヤ人からわざわざ「ヒントをもらった」とは考えにくい。
「日本刀は2〜3人斬ると使い物にならなくなる」という話はこの論争の後に一般にかなり広がってしまったが、刀剣の専門家や武道の専門家たちからは批判も受けている。

## 批判
『日本人とユダヤ人』に対する批判として、浅見定雄『にせユダヤ人と日本人』がある。浅見は、「ニューヨークの老ユダヤ人夫婦の高級ホテル暮らし」というエピソードは実際にはあり得ない話であり、実際、英語版 の『日本人とユダヤ人』では完全にこのエピソードがカットされていると指摘した。また浅見によると『日本人とユダヤ人』によって、一般の人に広く広がっていった「ユダヤ人は全員一致は無効」という話も、実は完全な嘘あるいは間違いであるという。浅見は山本の語学力についても疑問を呈した（聖書の「蒼ざめた馬」を山本は間違った訳であるというが、実際には正しい訳であることなど）。

## 社会的影響
この本がベストセラーになってから、『日本人と○○人』といった題名の比較型日本人論が一時流行しただけでなく、日本人が外国人を装って書かれた本（ポール・ボネ『不思議の国ニッポン』シリーズ、W・C・フラナガン『ちはやふる奥の細道』『素晴らしい日本野球』など）も多く出されるようになり、ついには「本物の外国人」が書いた日本寄りの著作の著者が、実は日本人なのではないかと勘繰られる事態まで生じている。日本人が外国人の名を騙る手法は、イザヤ・ベンダサン以前には週刊新潮で長期連載されていたヤン・デンマンの例もある。
文体模倣を得意とする清水義範の代表作の一つ『蕎麦ときしめん』は、『日本人とユダヤ人』のパロディである。
また、韓国人が書いたという触れ込みの『醜い韓国人』の著者 (朴泰赫) が韓国人ではなく日本人の加瀬英明なのではないかと言われた際にも、韓国側からイザヤ・ベンダサンの事例が提示され (雑誌『SAPIO』)、日本の出版界の体質が批判された<『醜い韓国人』は韓国人協力者はいるものの、韓国人なら当然知っているような事柄にも誤りがあり、ほとんどの内容は加瀬英明が書いたものとされている>。

## 著作
- 『日本人とユダヤ人』
  - 山本書店、1970年
  - 角川書店〈角川文庫〉
  - 金星堂
  - 文藝春秋〈山本七平ライブラリー 13〉、1997年 ISBN 4163647309 ISBN 978-4-16364-730-2
  - 角川書店〈角川oneテーマ21〉、2004年 ISBN 404704167X ISBN 978-4-04704-167-7
- 『日本人と中国人』 初出『文藝春秋』、1972年12月号 - 1974年4月号
  - 『日本人とユダヤ人』 文藝春秋〈山本七平ライブラリー 13〉にも収録 (1997年)
- 『日本教徒』 角川書店、1976年
- 『にっぽんの商人』 文藝春秋、1975年
  - 以上は『日本教徒』 文藝春秋〈山本七平ライブラリー 14〉にも収録 (1997年、ISBN 4163647406)
- 『日本教について』 文藝春秋、1972年